# Kleinpesendorf
Kleinpesendorf ist eine Ortschaft in der Gemeinde Pischelsdorf am Kulm im Bezirk Weiz in der Steiermark.
Die Rotte befindet sich nördlich von Pischelsdorf auf 420 m ü. A. Der Gründungshof stammt aus dem 12. Jahrhundert, 1490 war der Ort bereits auf vier Höfe angewachsen. Im 18. Jahrhundert wurden weitere Höfe errichtet. Zur Ortschaft Kleinpesendorf gehören auch die Rotte Pesenberg und die Streusiedlung Dürrfeistritzgraben.